# Iso Lele
De Iso Lele of Iso Rivolta Lele was een sportcoupé die van 1969 tot 1974 werd gebouwd door het Italiaanse Iso Autoveicoli S.p.A. De opvallend vormgegeven Lele was met Chevrolet- en later met Fordmotoren leverbaar. De Lele was het laatste nieuwe model dat Iso presenteerde voor zijn faillissement in 1974.

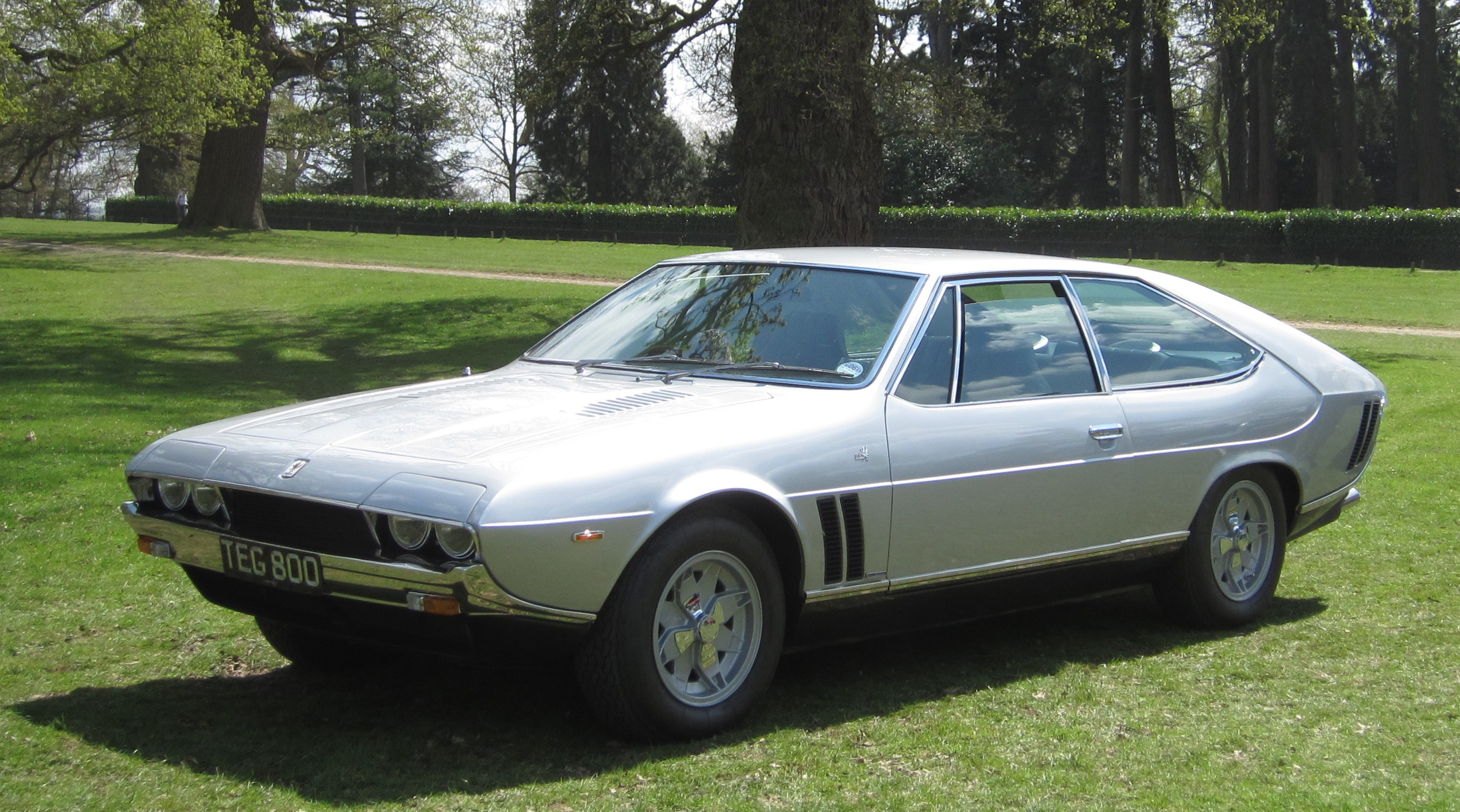
Iso Lele (ca. 1973)

## Ontwikkeling
De Lele is ontwikkeld uit een one-off auto die Iso in 1969 voor een Amerikaanse klant bouwde. Op de technische basis van de Iso Rivolta ontwierp Marcello Gandini, destijds in dienst bij Bertone, de 2+2 sportcoupé. Het voertuig werd in 1969 op de autosalon van Turijn aan het publiek getoond en kreeg daar veel positieve reacties. Daarom besloot Piero Rivolta, die de leiding van Iso had overgenomen na het overlijden van zijn vader in 1966, om een serie te produceren. De auto werd genoemd naar Piero's vrouw Rachele, die als bijnaam 'Lele' had. De Lele werd vanaf mei 1970 leverbaar, het eerste exemplaar met serienummer 500001 was gereed op 2 mei 1970. In het modelprogramma van Iso was de vierzits sportcoupé gepositioneerd tussen de tweezits sportwagen Iso Grifo en de vierdeurs GT Iso Rivolta Fidia.

## Bouw en techniek

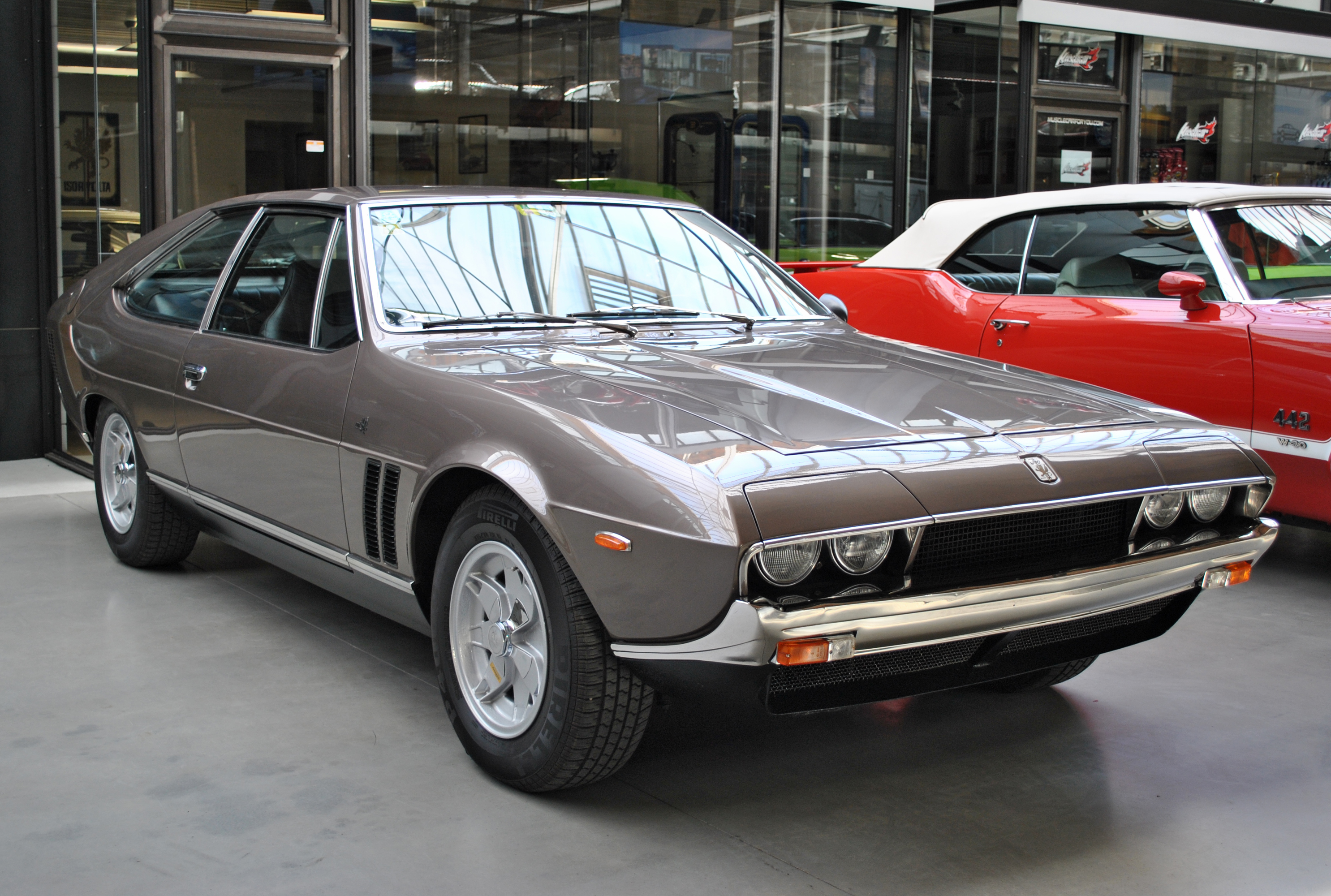
Iso Lele

Het vernieuwende aan de Lele was de carrosserie met een mengeling van rondingen en scherpe vouwen. In het front waren dubbele schijnwerpers half verborgen in de motorklep. Dit designkenmerk zou later ook toegepast worden bij de tweede versie van de Iso Grifo en werd door diverse concurrenten overgenomen, onder meer in de Lamborghini Jarama. Het interieur was bijzonder elegant en luxe door de toepassing van veel leer en houtinleg, iets dat kort daarop ook zou worden toegepast in de vierdeurs Iso Rivolta Fidia.
Het chassis en de aandrijflijn van de Lele waren gebaseerd op de Iso Rivolta en de ontwikkelingen hierin volgden dan ook grotendeels die van de Rivolta/Grifo en de Fidia. Nadat in eerste instantie Chevroletmotoren werden ingebouwd, werden vanaf 1971 acht-cilindermotoren van Ford gebruikt. Dit omdat General Motors voortaan vooruitbetaling van de geleverde componenten eiste.

## Leverbare versies
De Lele kon in verschillende uitvoeringen geleverd worden, de 7.0- en 7.4-liter motoren die in de Grifo verkrijgbaar waren, konden echter niet geleverd worden. De volgende versies zijn geleverd:
- Iso Lele 300 met een 304 pk sterke 5.3 of 5.8-liter Chevrolet V8 met een handgeschakelde vierbak, ook van Chevrolet, of een automatische versnellingsbak van General Motors.
- Iso Lele 350 met dezelfde V8 van Chevrolet, waarbij de 5.3-liter opgevoerd was tot 335 pk en de 5.8 liter tot 350 pk. Deze werd ook weer geleverd met de vierbak van General Motors of een handgeschakelde vijfbak van ZF.
- Iso Lele IR6 met een 330 pk sterke Ford V8 van 5.8 liter, gecombineerd met de handgeschakelde vijfbak van ZF of een automaat van Ford.
- Iso Lele Sport oftewel Iso Lele Marlboro met een tot 360 pk opgevoerde Ford achtcilinder en de handgeschakelde vijfbak van ZF.

## Aantallen gebouwd
De Lele was in commercieel opzicht geen succes. In totaal werden van 1969 tot het einde van Iso in 1974 niet meer dan 295 auto's gebouwd in de volgende verhouding:
- Prototype Chevrolet 5.3 liter 300 pk:  1
- Chevrolet 5.3 liter 300 pk: 42
- Chevrolet 5.3 liter 350 pk: 6
- Chevrolet 5.8 liter 300 pk: 74
- Chevrolet 5.8 liter 350 pk: 4
- Ford 5.8 liter 325 pk: 129
- Ford 5.8 liter 360 pk 'Sport': 24
- Ford 5.8 liter 360 pk 'Marlboro' 5
- Onbekende uitrusting: 9
- Onvoltooide carrosseriën: 16
- Dit artikel of een eerdere versie ervan is een (gedeeltelijke) vertaling van het artikel Iso Lele op de Duitstalige Wikipedia, dat onder de licentie Creative Commons Naamsvermelding/Gelijk delen valt. Zie de bewerkingsgeschiedenis aldaar.

1. ↑  Martin Buckley: A hybrid for heroes - Grifo. In: Classic & Sports Cars, Heft 11/1994.